# 유대교와 기독교
기독교는 제2성전 유대교에 뿌리를 두고 있지만 기독교 시대의 첫 세기에 두 종교가 갈라졌다.(유대교와 기독교의 분열) 기독교는 올바른 믿음(또는 정통)을 강조하며, 신약에 기록된 예수 그리스도를 통해 중재된 새언약에 초점을 맞춘다. 유대교는 토라 와 탈무드에 기록된 바와 같이 올바른 행위(또는 정교 )를 강조하고, 모세 언약에 중점을 둔다.
기독교인들은 일반적으로 예수 그리스도를 성자 구세주이자 구속주로 영접함으로써 죄로부터 개인이 구원을 받는다고 믿는다. 유대인들은 전통, 의식, 기도 및 윤리적 행동을 통해 하나님과의 영원한 대화에 개인과 집단이 참여한다고 믿는다. 기독교는 일반적으로 삼위일체의 신을 믿으며 그 중 한 분이 인간이 되었다. 유대교는 하나님의 유일성을 강조하고 인간의 형태로 된 신의 기독교 개념을 거부한다.

유대교의 목적은 하나님 과 유대 민족 사이의 언약을 이행하는 것이다. 토라는 서면과 구두 로 모두 이 언약에 대한 이야기를 하고 유대인들에게 언약 조건을 제공한다. 구전 토라는 소책자 Gittin 60b("거룩하신 분, 복되신 분, 구전 율법에 의한 것 외에는 이스라엘과 언약을 맺지 않으셨다") 그들이 거룩한 삶을 사는 방법을 배우고 세상과 삶의 모든 부분에 거룩함, 평화 및 사랑을 가져 와서 원래 토라의 연구와 실천을 통해 삶이 높은 수준의 케두샤로 올라갈 수 있도록 도와준다. 그리고 두 번째 성전 이 파괴된 이후 소타 49a에 표현된 기도를 통해 "성전이 파괴된 이후로 매일 매일이 전보다 더 저주를 받고 세상의 존재는 오직 케두샤에 의해서만 보장된다.. .토라를 연구한 후에 하신 말씀."
매일 세 번씩 반복되는 연구나 기도 를 통해 개별 유대인과 하나님 사이의 관계를 지속적으로 유지하는 것이 원래 언약의 확인이다. 이로써 유대 민족은 공동체로서의 유대 민족이 “나 주가 의로 너를 불렀나니 내가 네 손을 잡고 너를 지키리라. 내가 너를 세워 백성의 언약을 삼고 열방의 빛이 되게 하리라." (즉, 본보기 가 됨) 역사의 흐름에 따라, 그리고 평화의 시대를 가져오려는 신성한 의도의 일부이다. 그리고 이상적으로는 신실한 삶과 선행이 수단이 아니라 그 자체로 목적이 되어야 하는 신성함 (또한 유대교 신앙 원칙 참조).

## 신성한 텍스트
히브리어 성경은 세 부분으로 구성되어 있다. 토라 (명령, 70인역은 히브리어를 노모스 또는 율법으로 번역), 네비임 (예언자) 및 케투빔 (문서). 이들을 통틀어 Tanakh 라고 한다. 랍비 유대교에 따르면 토라는 하나님에 의해 모세에게 계시되었다. 그 안에서 유대인들은 613 계명을 찾다.
랍비의 전통은 하나님께서 모세에게 두 가지 토라를 계시하셨다고 주장한다. 하나는 기록된 것이고 다른 하나는 구두로 전해진 것이다. 기록된 토라는 고정된 형식을 가지고 있는 반면, 구전 토라는 기록된 토라에 대한 구체적인 보충 사항(예를 들어, 셰치타의 적절한 방식과 쉐마 에서 "전두엽"이 의미하는 것)을 포함하는 살아있는 전통이다. 그러나 기록된 토라를 이해하고 이야기하는 절차도 있다(따라서 시내산에서 계시된 구전 토라는 모세보다 오래 살았던 랍비들 사이의 논쟁을 포함한다). 성경의 이야기와 랍비에 관한 이야기에 대한 구전법의 정교화를 아가다( aggadah )라고 한다. 그것은 또한 할라카라고 하는 법의 형태로 613개의 계명을 정교화하는 것을 포함한다. 구전 토라의 요소는 기원 200년 미슈나 에서 유다 하나시가 작성하고 편집하는 데 전념했다. 구전 토라의 훨씬 더 많은 부분이 각각 기원 600년과 기원 450년에 편집된 바빌론과 예루살렘 탈무드에 기록되었다. 탈무드는 법과 지식을 결합한 방식, 본문을 해석하는 미드라 시 방식에 대한 설명, 성서와 법적 판결에 대한 다양하고 상충되는 해석을 보존하는 랍비들 간의 논쟁에 대한 설명으로 유명하다.
탈무드가 기록된 이후로 유명한 랍비들은 미슈네 토라, 투르, 슐찬 아루크 와 같이 일반적으로 높이 평가되는 율법전을 편집했다. 다른 공동체, 특히 아슈케나짐에서 유대인들이 행하는 다른 관습과 관습을 언급하는 모세 이설레스 의 주석에 의해 보충되고 초기 규범에 기초한 후자는 일반적으로 정통 유대인에 의해 권위 있는 것으로 간주된다. 13세기에 쓰여진 조하르는 일반적으로 유대교의 가장 중요한 밀교 논문으로 여겨진다.
현대의 모든 유대 운동은 타나크와 미슈나와 탈무드 형태의 구전 토라를 신성한 것으로 간주하지만, 운동은 그들의 신성한 계시와 권위에 관한 주장으로 나뉘어져 있다. 유태인에게 토라는 서면 및 구두로 된 하나님과 사람 사이의 관계에 대한 주요 지침서이며, 세대와 수천 년에 걸쳐 완전히 새로운 통찰력을 펼쳐 왔으며 앞으로도 계속 펼쳐 나갈 살아있는 문서이다. 이것을 포착하는 속담은 다음과 같다. "[토라의 말씀을] 반복해서 돌리십시오. 모든 것이 그 안에 있기 때문이다."
기독교인 은 성경의 히브리어 / 아람어 마소라 본문 대신 코이네 그리스어 70 인역 번역 을 일반적으로 읽지만, 기록된 토라 와 히브리어 성경의 다른 책 ( 대안 적으로 구약 이라고 함 ) 을 성경으로 받아들인다.

## 언약신학
기독교인들은 복음서, 사도행전, 서신서, 그리고 통칭해서 신약 성경이라고 하는 다른 책들에 기록된 바와 같이 하나님께서 예수님을 통해 사람들과 새 언약 을 세우셨다고 믿는다. 로마 카톨릭 과 정교회 기독교인 과 같은 일부 기독교인의 경우 이 새 언약에는 권위 있는 신성한 전통 과 교회법 이 포함된다. 다른 사람들, 특히 개신교인들은 그러한 전통의 권위를 거부하고 대신 성경 자체만을 믿음과 실천의 최종 규칙으로 받아들이는 sola scriptura의 원칙을 고수한다. 성공회는 sola scriptura 를 믿지 않는다. 그들에게 경전은 3족 의자 중 가장 긴 다리, 즉 경전, 전통, 이성이다. 성경은 교회의 교부들의 가르침과 에큐메니칼 신조에 비추어 해석되어야 하기 때문에 그 자체로 설 수 없다. 또한 일부 교단  에는 "예수께서 사도들에게 하신 구전 가르침"이 포함되어 있는데, 이것은 사도전승에 의해 오늘날까지 전해 내려오고 있다고 그들은 믿고 있다.
기독교인들은 예수에 관한 성경책을 신약성서로, 히브리서의 정경을 구약 성서라고 부른다. 유대교는 "구약성서"로 신성한 텍스트의 역명 표기를 받아들이지 않으며, 일부 유대인들은  신약을 기독교 성경 또는 기독교 성경이라고 한다. 유대교는 기독교 새 언약이 성문과 구전 토라에 표현된 언약의 전개나 완성을 대체, 폐지, 이행, 또는 완결한다는 모든 주장을 거부한다. 그러므로 기독교가 모세의 율법이 기독교인에 대한 어떤 권위도 가진다는 것을 받아들이지 않는 것처럼 유대교는 신약에 유대인에 대한 어떤 종교적 권위도 있다는 것을 받아들이지 않는다.

## 율법
많은 유대인들은 기독교인들이 토라 즉 모세의 율법에 대해 상당히 양면적인 견해를 가지고 있다고 생각한다. 한편으로 기독교인들은 그것을 하나님의 절대적인 말씀이라고 말하지만 다른 한편으로는 율법의 계명을 특정한 선택적으로 적용한다. 일부 유대인  기독교인들은 한 가지 관점을 지지하기 위해 구약의 계명을 인용하지만 비슷한 부류와 같은 비중을 차지하는 다른 계명은 무시한다고 주장한다. 이것의 예는 하나님께서 "영원한 언약"이라고 명시적으로 말씀하신 특정 계명이다. 어떤 사람들은 히브리어를 "영원한 언약"으로 번역한다.
기독교인들은 그러한 선택이 사도행전, 예루살렘 공의회 에서 내린 결정에 근거한다고 설명한다. 이 견해는 현대 유대교에도 반영되어 있다. 의로운 이방인은 유대교로 개종할 필요가 없으며 우상 숭배와 음행과 피에 대한 금지 사항도 포함된 노아의 율법만 준수하면 된다.
기독교 토라 복종( Christian Torah-submission )으로 알려진 기독교의 소수 견해는 모세 율법이 기록된 대로 새 언약 아래서 하나님을 따르는 모든 사람들에게, 심지어 이방인에게도 구속력이 있다고 주장한다

## 신의 개념
전통적으로 유대교와 기독교는 아브라함의 신, 이삭과 야곱의 신, 유대인에게는 타나크의 신, 기독교인에게는 우주의 창조주 구약의 신을 믿는다. 유대교와 기독교의 주요 종파는 하나님이 완전히 내재적이라는 견해를 거부한다(일부는  이것을 성신의 개념으로 보고 세상 안에서는 물리적인 현존으로 본다(기독교인들은 하나님의 성육신 을 믿는다). 두 종교 모두 신은 전적으로 초월적이며, 따라서 기독교 이전의 그리스인 알지못하는 신으로서 세상과 분리되어 있다는 견해를 거부한다. 두 종교 모두 한편으로는 무신론을, 다른 한편으로는 다신교를 거부한다.
두 종교는 신이 초월적 특성과 내재적 특성을 모두 공유한다는 데 동의한다. 이러한 종교가 이 문제를 해결하는 방법은 종교가 다른 곳이다. 기독교는 하나님이 삼위일체로 존재한다고 가정한다. 이 관점에서 하나님은 하나의 신성한 본질 또는 실체 를 공유하는 세 개의 구별된 위격으로 존재한다. 그 셋 안에 하나가 있고, 그 하나 안에 셋이 있다. 그것은 하나님이 나사렛 예수로 태어나신 성자 하나님의 성육신을 통해 특히 육체적인 형태로 내재하셨다고 가르친다. 이러한 교리 중 하나 이상에 의문을 제기하는 기독교인으로 자칭하는 교파가 있다. 그러나 반삼위일체론 을 참조하라. 대조적으로, 유대교는 하나님을 단일한 존재로 보고, 삼위일체론을 이해할 수 없고 하나님은 한 분이시라는 성경의 가르침에 위배되는 것으로 본다. 그것은 예수나 다른 어떤 대상이나 생명체가 '신'일 수 있다는 관념, 신이 물리적 형태로 문자적인 '아들'을 가질 수 있거나 어떤 식으로든 분할될 수 있다는 관념, 또는 신이 물질에 결합되도록 만들어질 수 있다는 개념을 거부한다.

## 올바른 행동
유대교는 토라의 목적이 우리에게 올바르게 행동하는 방법을 가르치는 것이라고 가르친다. 하나님의 존재는 유대교에서 주어진 것이며, 대부분의 권위자들이 요구되는 믿음의 문제로 보는 것이 아니다. 비록 일부 당국은  토라를 유대인들에게 하나님을 믿으라고 명령하는 것으로 보는 반면, 유대인들은 하나님에 대한 믿음을 유대인의 삶에 필요하지만 충분하지 않은 조건으로 본다. 유대교의 전형적인 구두 표현은 성경의 하나님이 그들의 하나님이시며 이 하나님은 유일하시고 한 분이시라는 진술인 Shema 이스라엘이다. 유대교의 전형적인 물리적 표현은 613 Mitzvot(토라에 명시된 계명)에 따라 행동하여 하나님의 방법으로 삶을 사는 것이다.
따라서 근본적으로 유대교에서는 거룩해지기 위해 삶에서 자신을 제거하기보다는 삶에 거룩함을 가져오라는 명령을 받았다(하나님의 율법의 인도로).
기독교의 많은 부분은 또한 하나님은 사람들이 선한 일을 하기를 원하신다고 가르치지만, 모든 지파는 선한 행실만으로는 구원에 이르지 못한다고 주장한다. 이것을 율법주의라고 하며, 이중언약 신학은 예외이다. 일부 기독교 종파  구원은 다른 사람들(주로 동방 정교회의 기독교와 로마 카톨릭교)이 볼 수 있도록 자신의 믿음에 대한 증거(또는 증언)로 선행으로 표현되는 예수에 대한 변형적 믿음에 달려 있다고 주장하는 반면, 다른 사람들(대부분의 개신교 포함)은 다음과 같이 주장한다. 오직 믿음만 이 구원에 필요하다. 약간은 그 차이가 보이는 것만큼 크지 않는다고 주장한다. 왜냐하면 그것은 실제로 사용된 "신앙"의 정의에 달려 있기 때문이다. 첫 번째 그룹은 일반적으로 "지적이고 진심 어린 동의와 복종"을 의미하는 "믿음"이라는 용어를 사용한다. 그러한 믿음은 사람이 자신의 존재 안에서 삶을 변화시키는 회심(하나님께로 향함)에 영향을 미치도록 허용할 때까지 구원적이지 않을 것이다( 온토신학 참조). "오직 믿음으로 말미암는 구원"(라틴어 이름 " sola fide "라고도 함)을 주장하는 기독교인들은 믿음을 암묵적으로 존재론 적인 것으로 정의한다. 그러므로 믿음은 정의상 삶을 변화시키는 것이다.
두 종교에서 하나님의 뜻을 거스르는 행위를 죄 라고 한다. 이러한 죄는 생각, 말 또는 행동이 될 수 있다.

## 같이 보기
- 기독교와 타종교들
- 기독교 시온주의
- 기독교에서의 예수